# Olympische Sommerspiele 1980/Teilnehmer (Afghanistan)
| Gelbes Symbol für Goldmedaillen mit stilisierten Olympischen Ringen | Graues Symbol für Silbermedaillen mit stilisierten Olympischen Ringen | Braundes Symbol für Bronzemedaillen mit stilisierten Olympischen Ringen |
| ------------------------------------------------------------------- | --------------------------------------------------------------------- | ----------------------------------------------------------------------- |
| —                                                                   | —                                                                     | —                                                                       |

Afghanistan nahm nach einer Pause von acht Jahren bei den XXII. Olympischen Sommerspielen 1980 in Moskau zum achten Mal an Sommerspielen teil. Den Einmarsch sowjetischer Truppen in das Land acht Monate vor Beginn der Spiele hatten 64 Staaten zum Anlass für einen Boykott genommen.

Insgesamt nahmen elf afghanische Sportler an den Wettkämpfen teil. Sie gingen in zwei Sportarten an den Start.

## Teilnehmer nach Sportarten

### Boxen
- Rabani Ghulam
Männer, Leichtgewicht (– 60 kg) → 1. Runde
- Esmail Mohamad
Männer, Federgewicht (– 57 kg) → 2. Runde
- Ahmad Nesar
Männer, Bantamgewicht (– 54 kg) → 2. Runde

### Ringen
- Mohammad Aktar
Männer, Freistil, Papiergewicht (– 48 kg) → 3. Runde
- Aynutdin
Männer, Freistil, Fliegengewicht (– 52 kg) → 3. Runde
- Sanay Ghulam
Männer, Griechisch-römisch, Federgewicht (– 62 kg) → 2. Runde
- Halilula
Männer, Freistil, Bantamgewicht (– 57 kg) → 2. Runde
- Sakhidad Hamidi
Männer, Griechisch-römisch, Leichtgewicht (– 68 kg) → 2. Runde
- Ahmadjan Khashan
Männer, Freistil, Mittelgewicht (– 82 kg) → 1. Runde
- Shudczandin
Männer, Freistil, Halbschwergewicht (– 74 kg) → 2. Runde
- Khojawahid Zahedi
Männer, Freistil, Weltergewicht (– 74 kg) → 2. Runde